# Jakubovany (Žilina)
Jakubovany (in ungherese Jakabfalu) è un comune della Slovacchia facente parte del distretto di Liptovský Mikuláš, nella regione di Žilina.